# Reuben Booth
Reuben Booth (* 26. November 1794 in Newtown, Connecticut; † 11. August 1848 oder 14. August 1848 in Danbury, Connecticut) war ein US-amerikanischer Politiker. Zwischen 1844 und 1846 war er Vizegouverneur des Bundesstaates Connecticut.

## Werdegang
In seiner Jugend arbeitete Reuben Booth im Betrieb seines Vaters mit, der in der Wollbranche tätig war. Danach studierte er bis 1816 am Yale College. Nach einem anschließenden Jurastudium und seiner 1818 erfolgten Zulassung als Rechtsanwalt begann er in Danbury in diesem Beruf zu praktizieren. Zwischen 1822 und 1835 war er Nachlassrichter im Bezirk um Danbury. Gleichzeitig schlug er eine politische Laufbahn ein. 1822 war er Abgeordneter im Repräsentantenhaus von Connecticut; im Jahr 1830 gehörte er dem Staatssenat an. In den 1830er Jahren schloss er sich der damals gegründeten Whig Party an.
Im Jahr 1844 wurde Booth an der Seite von Roger Sherman Baldwin zum Vizegouverneur von Connecticut gewählt. Dieses Amt bekleidete er zwischen 1844 und 1846. Dabei war er Stellvertreter des Gouverneurs und Vorsitzender des Staatssenats. Er galt als konservativer Politiker. Nach dem Ende seiner Zeit als Vizegouverneur war er wieder als Anwalt tätig. Booth starb am 11. oder 14. August 1848 an Dysenterie. Noch drei Tage zuvor hatte er an einem Strafgerichtsverfahren teilgenommen. Er wurde in Danbury beigesetzt.